# 潘文玳
潘文玳（越南语：／，1880年—？），越南阮朝官員。

## 生平
潘文玳是河靜省東泰村人，生於1880年。是黃仲敷的親戚。
1898年至1899年，就讀於候補場。1900年至1904年，就讀於巴黎殖民地學校。1904年，任《同文日報》編輯。
1922年，換永祥知府。1925年，陞二項按察使銜。1926年，陞從四品光祿寺少卿銜。1929年，陞一項按察使銜。1932年，改任建安巡撫。1935年，在北寧巡撫任上陞一項巡撫銜。1935年末，代理北寧總督待致仕的潘文玳陞二項總督銜，授從二品參知。
致仕後參加社會活動，爲開智進德會、北圻官員協會（L’Amicale des Mandarins du Tonkin）會員和泰河邑賢達會議（Conseil des Notables de Thái-Hà-Ấp）主席。

## 榮譽
- 大南龍星指揮官勳位
- 法國榮譽軍團勳章騎士勳位[1]